# SIG Sauer
Existem na verdade, duas empresas SIG Sauer. A empresa original, SIG Sauer GmbH é uma fabricante de armas, de fuzis e pistolas, com sede em Eckernförde, Alemanha. Desde o ano 2000, a SIG Sauer GmbH & Co.KG pertence à L&O Holding, que controla a irmã estadunidense SIG Sauer Inc. em Newington, New Hampshire, e também o braço suíço Swiss Arms em Neuhausen.
Inicialmente, a SIG Sauer Inc. foi fundada em 1985, sob o nome Sigarms (até Outubro de 2007) para importar e distribuir as armas da SIG Sauer nos Estados Unidos. Desde 2000, a SIG Sauer Inc. é uma empresa separada da SIG Sauer GmbH.